# Hegetotherium
Hegetotherium es un género extinto de mamíferos placentarios del orden Notoungulata, suborden Typotheria, perteneciente a los ungulados que evolucionaron aisladamente en el continente sudamericano, los Meridiungulata. 

## Distribución
Se encuentran fósiles de este género en localidades de edad mamífero Colhuehuapense en el Mioceno inferior (Formación Sarmiento, Argentina), de edad mamífero Santacrucense, a fines del Mioceno inferior (Formación Santa Cruz, Argentina; Formación Chucal, norte de Chile; y una formación geológica del Sur del Chile) y de edad mamífero Colloncurense, del Mioceno medio (Formación Colloncurá, Argentina; Formación Nazareno, Bolivia).

## Características
Eran animales pequeños, probablemente saltadores como los conejos. Tenían el tercer incisivo superior, los colmillos y los primeros premolares reducidos y alineados. Presentaban los primeros incisivos y los molares de crecimiento continuo (hipsodoncia).